# 罗恩·赖特
罗纳德·杰克·赖特（英語：Ronald Jack Wright，1953年4月8日—2021年2月7日）是一位来自得克萨斯州的美国政治人物。他作为共和党人，担任德克萨斯州第六国会选区的美国众议院议员。该选区包括阿灵顿整体和沃思堡东南部，南部还有一片远郊地区。
赖特在阿灵顿市议会任职并担任塔兰特县的税务评估员之后，于2018年当选美国众议院议员，并于2020年连任。赖特在2019年6月被诊断出患有肺癌，在2021年1月21日确诊COVID-19后于2月7日去世。

## 早年生活和教育
罗纳德·杰克·赖特1953年4月8日出生于得克萨斯州切罗基县，是佩吉·达琳和乔治·威利斯·赖特的儿子。他于1971年从阿兹勒高中毕业，然后在德州大学阿灵顿分校就读两年，学习历史、心理学和政治学。

## 职业
进入政坛之前，赖特曾在陶瓷冷却塔公司（Ceramic Cooling Tower, Inc）工作。他在20世纪90年代为《沃思堡星报》（Fort Worth Star-Telegram）撰写了几篇评论文章，建议公开处决和展示尸体以遏制犯罪。
赖特于2000年至2008年在阿灵顿市议会任职，并于2004年至2008年担任阿灵顿市临时市长。之后赖特于2000年至2009年担任众议员乔·巴顿的地区主任。2009年至2011年，赖特担任巴顿的幕僚长。同年，赖特被任命为塔兰特县税务评估员，任期至2018年结束。
2014年，赖特的办公室在信纸上增加了格言“我们信仰上帝”（In God We Trust），包括税务评估信封和税务报表。
2018年，赖特的办公室因错误地将税收留置权和账单放在错误的塔兰特县家庭而受到KDFW的审查。在接受KDFW的史蒂夫·诺维洛采访时，赖特多次对此案发表错误言论。

## 美国众议院

### 选举
2018年，赖特竞选得克萨斯州第六国会选区的美国众议院议员，接替巴顿，后者与女性分享的露骨照片在网上被曝光后引起全国关注，并宣布不再寻求连任。莱特在初选中获得第一名，但没有达到避免决选所需的50%多数票。他在决选中与杰克·埃尔泽伊对决，并以52%的得票率获胜。在大选中，赖特击败了民主党人亚娜·桑切斯。
赖特在2020年击败了律师斯蒂芬·丹尼尔，再次当选。

### 任期
2019年6月，堕胎权利倡导组织发布了一段视频，视频显示，赖特说女性“绝对”应该因为实施自我管理的堕胎而受到惩罚，因为“她们犯下了谋杀罪”。
2020年12月，赖特是126名签署了一份法院之友摘要的共和党众议员之一，以支持德克萨斯州诉宾夕法尼亚州，这是一项向美国最高法院提起的诉讼，对2020年总统选举结果——乔·拜登击败了现任总统唐纳德·特朗普提出质疑。最高法院拒绝审理此案，理由是德克萨斯州缺乏根据宪法第三条对另一州举行的选举结果提出质疑的资格。

### 委员会任务
- 外交委员会[28]
  - 非洲、全球卫生、全球人权和国际组织外交事务小组委员会[29]
  - 欧洲、欧亚、能源和环境外交小组委员会[29]
- 教育和劳工委员会[28]
  - 健康、就业、劳工和养老金教育小组委员会[29]
  - 劳动力保护教育小组委员会[29]

### 核心小组成员
- 自由核心小组[30]

## 健康与去世
2019年7月，赖特宣布他被诊断为肺癌。第二年，他因放射治疗带来一系列并发症，导致住院。
2021年1月21日，在得克萨斯州的COVID-19大流行期间，赖特宣布他COVID-19检测呈阳性。他和妻子在达拉斯住院两周后，赖特于2月7日去世。赖特是第一位感染该疾病后死亡的美国国会现任议员。路易斯安那州的共和党同僚卢克·莱特洛于2020年11月当选，也将在第117届国会任职，他在宣誓就职前5天因该疾病的并发症去世。

## 选举历史

### 2018年
| 党派 | 党派   | 候选人          | 得票数 | 百分比 |
| ---- | ------ | --------------- | ------ | ------ |
|      | 共和党 | 罗恩·赖特       | 20,659 | 45.1%  |
|      | 共和党 | 杰克·埃尔泽伊   | 9,956  | 21.7%  |
|      | 共和党 | 肯·科普         | 3,527  | 7.7    |
|      | 共和党 | 香农·达伯利     | 2,880  | 6.3    |
|      | 共和党 | 马克·米切尔     | 2,141  | 4.7    |
|      | 共和党 | 特洛伊·拉特里   | 1,854  | 4.0    |
|      | 共和党 | 凯文·哈里森     | 1,768  | 3.9    |
|      | 共和党 | 德博拉·加利亚里 | 1,674  | 3.7    |
|      | 共和党 | 托马斯·迪林厄姆 | 543    | 1.2    |
|      | 共和党 | 肖恩·丹德里奇   | 517    | 1.1    |
|      | 共和党 | 梅尔·哈塞尔     | 266    | 0.6    |
| 合计 | 合计   | 合计            | 45,785 | 100.0  |

| 党派 | 党派   | 候选人        | 得票数 | 百分比 |
| ---- | ------ | ------------- | ------ | ------ |
|      | 共和党 | 罗恩·赖特     | 12,747 | 52.2%  |
|      | 共和党 | 杰克·埃尔泽伊 | 11,686 | 47.8   |
| 合计 | 合计   | 合计          | 24,433 | 100%   |

| 党派 | 党派               | 候选人      | 得票数  | 百分比 |
| ---- | ------------------ | ----------- | ------- | ------ |
|      | 共和党             | 罗恩·赖特   | 135,961 | 53.1%  |
|      | 民主党             | 亚娜·桑切斯 | 116,350 | 44.4   |
|      | 自由党             | 杰森·哈伯   | 3,731   | 1.5    |
| 合计 | 合计               | 合计        | 256,042 | 100.0% |
|      | 共和党保持既有席位 |             |         |        |

### 2020年
| 党派 | 党派   | 候选人            | 得票数 | 百分比 |
| ---- | ------ | ----------------- | ------ | ------ |
|      | 共和党 | 罗恩·赖特（现任） | 55,759 | 100.0% |
| 合计 | 合计   | 合计              | 55,759 | 100.0% |

| 党派 | 党派               | 候选人            | 得票数  | 百分比 |
| ---- | ------------------ | ----------------- | ------- | ------ |
|      | 共和党             | 罗恩·赖特（现任） | 179,507 | 52.8%  |
|      | 民主党             | 斯蒂芬·丹尼尔     | 149,530 | 44.0   |
|      | 自由党             | 梅兰妮·布莱克     | 10,955  | 3.2    |
| 合计 | 合计               | 合计              | 339,992 | 100.0% |
|      | 共和党保持既有席位 |                   |         |        |